# O Engano
O Engano é um filme brasileiro de 1967, gênero drama, dirigido por Mário Fiorani.

## Sinopse
A relação de uma mulher com três homens — seu marido, seu amante e um apaixonado —, contada numa única noite, por meio de flashbacks.